# Una bolsa de canicas (película de 2017)
Una bolsa de canicas (en francés: Un sac de billes) es una película dramática francesa de 2017 dirigida por Christian Duguay, basada en la novela autobiográfica Una bolsa de canicas de Joseph Joffo. Es la segunda vez que la novela se lleva al cine después de Un sac de billes (1975). La película ganó el Premio del Público a la Mejor Narrativa en el Festival de Cine Judío de Filadelfia 37.  También compitió por el premio del jurado en el Festival de Cine Judío de Atlanta .

## Argumento
En la Francia ocupada durante la Segunda Guerra Mundial, dos jóvenes hermanos judíos, Maurice y Joseph, son enviados por sus padres a la zona italiana, y demuestran coraje, inteligencia e ingenio mientras escapan de los ocupantes e intentan reunir a su familia.
Al final de la película, Maurice y Joseph, que se convirtieron en barberos como su padre, aparecen en la actualidad (2017) en un café de París.

## Reparto
- Dorian Le Clech como Joseph
- Batyste Fleurial como Maurice
- Patrick Bruel como Roman
- Elsa Zylberstein como Anna
- Bernard Campan como Amboise Mancelier
- Kev Adams como Ferdinand
- Christian Clavier como Doctor Rosen
- César Domboy como Henri
- Ilian Bergala como Albert
- Emile Berling como Raoul Mancelier
- Jocelyne Desverchère como Marcelle Mancelier
- Coline Leclère como Françoise
- Holger Daemgen como Alois Brunner
- Michael Smadja como Simon
- Lucas Prisor comoas German Controller

## Recepción
En el sitio web del agregador de reseñas Rotten Tomatoes, la película tiene un índice de aprobación del 83% basado en 24 reseñas y una calificación promedio de 7,3/10. En Metacritic, la película tiene una puntuación promedio ponderada de 55 sobre 100, basada en 7 críticas, lo que indica "críticas mixtas o promedio".
Hannah Brown de The Jerusalem Post calificó Una bolsa de canicas como "Una de las mejores películas contadas sobre el holocausto desde el punto de vista de un niño".
La película se rodó en el sur de Francia y en Žatec, República Checa.